# 施托尔滕霍夫岛

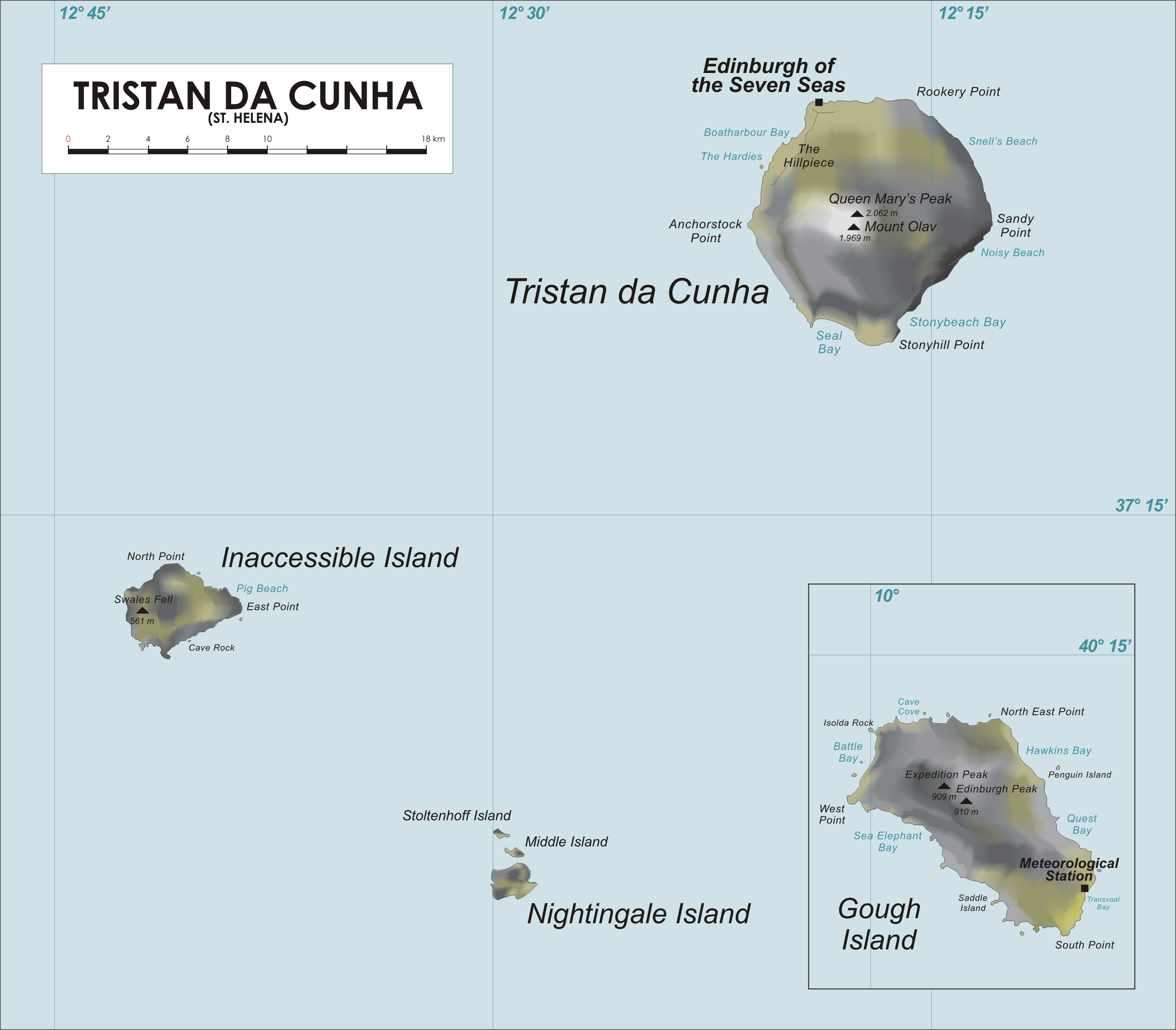
特里斯坦-达库尼亚群岛，显示出了施托尔滕霍夫岛的位置

施托尔滕霍夫岛（英語：Stoltenhoff Island）是一个南大西洋的小岛，是南丁格尔群岛的一部分，也是群岛中最小的一个岛，位于南丁格尔岛的西北部。施托尔滕霍夫岛为英国海外领地圣赫勒拿、阿森松和特里斯坦-达库尼亚属岛。这个岛是一个无人定居岛。
这个岛是以Gustav和Friedrich Stoltenhoff两兄弟的名字命名的，他们曾尝试在伊纳克瑟布尔岛定居，但在两年艰苦的岛上生活后他们放弃了这个企图。